# Leptochiton tenuidontus
Leptochiton tenuidontus is een keverslakkensoort uit de familie van de Leptochitonidae. De wetenschappelijke naam van de soort is voor het eerst geldig gepubliceerd in 1990 door Saito & Okutani.